# Maḩmūdābād-e Borūmand
Maḩmūdābād-e Borūmand (persiska: محمود آباد برومند, Maḩmūdābād) är en ort i Iran.   Den ligger i provinsen Kerman, i den sydöstra delen av landet, 1 000 km sydost om huvudstaden Teheran. Maḩmūdābād-e Borūmand ligger 596 meter över havet och antalet invånare är 284.
Terrängen runt Maḩmūdābād-e Borūmand är platt.Runt Maḩmūdābād-e Borūmand är det glesbefolkat, med 17 invånare per kvadratkilometer. Närmaste större samhälle är Posht Lor, 13,5 km nordväst om Maḩmūdābād-e Borūmand. Trakten runt Maḩmūdābād-e Borūmand består till största delen av jordbruksmark.